# Adrian Mierzejewski
Adrian Mierzejewski (ur. 6 listopada 1986 w Olsztynie) – polski piłkarz występujący na pozycji pomocnika, w latach 2010–2013 reprezentant Polski. Uczestnik Mistrzostw Europy 2012. Od 2024 reprezentant Polski w minifutbolu.

## Kariera klubowa

### Początki
Jest wychowankiem szkółki piłkarskiej Naki Olsztyn, w której szkolił się pod okiem Andrzeja Nakielskiego. Wiosną 2003 trafił do II-ligowego Stomilu Olsztyn, w którym występował do końca ówczesnego sezonu. Później wrócił do Naków i zimą 2004 przeniósł się do Wisły Płock. 15 maja 2004 w meczu z Dyskobolią Grodzisk Wielkopolski (0:1), zadebiutował w Ekstraklasie, natomiast 1 maja 2005 w meczu z Górnikiem Łęczna (2:3), strzelił swoją pierwszą bramkę w tej lidze. W sezonie 2005/06 zdobył z Wisłą Puchar Polski. Zimą 2007 został wypożyczony do Zagłębia Sosnowiec. Po sezonie wrócił do Płocka. 22 grudnia 2008 podpisał trzyletni kontrakt z Polonią Warszawa. 5 grudnia 2010 został laureatem plebiscytu tygodnika „Piłka Nożna” w kategorii „Ligowiec Roku 2010”.

### Trabzonspor
W czerwcu 2011, za 5,25 mln euro, został zawodnikiem tureckiego Trabzonsporu, co w momencie transferu czyniło najdroższym piłkarzem sprzedanym z polskiej ligi (do momentu transferu najdroższym piłkarzem sprzedanym z polskiej Ekstraklasy był Robert Lewandowski – około 4,5 mln euro). W nowym klubie zadebiutował 27 lipca 2011 w przegranym 0:2, meczu III rundy eliminacji do Ligi Mistrzów z Benficą. 10 września 2011 w zremisowanym 1:1 meczu I kolejki z Manisasporem zadebiutował w tureckiej Süper Lig. Mierzejewski rozegrał wówczas 82 minuty i zanotował asystę przy bramce Buraka Yılmaza na 1:0. 27 września 2011 w meczu z Lille OSC (1:1), debiutował w rozgrywkach fazy grupowej Ligi Mistrzów UEFA. 16 lutego 2012 w spotkaniu z PSV Eindhoven zadebiutował w Lidze Europy. W swoim pierwszym sezonie zagrał w sumie w 46 spotkaniach Trabzonsporu i zanotował w nich 8 asyst. 5 listopada 2012 w meczu z Antalyasporem, strzelił swoją pierwszą bramkę w Süper Lig. 8 maja 2013 zdobył hat-tricka w półfinale Pucharu Turcji z Sivassporem. W sezonie 2012/13 wystąpił w 29 meczach, strzelając 7 bramek i notując 13 asyst. Trabzonspor dotarł wówczas do półfinału Pucharu Turcji, a Mierzejewski z dorobkiem 8 bramek zajął drugie miejsce w klasyfikacji strzelców tych rozgrywek. 3 października 2013 w meczu z S.S. Lazio (3:3), strzelił swoją pierwszą bramkę w fazie grupowej Ligi Europy. Sezon 2013/14 zakończył z 7 bramkami i 14 asystami uzyskanymi w 40 występach. Łącznie, w barwach Trabzonsporu, Mierzejewski rozegrał 115 meczów, w których strzelił 20 bramek i zanotował 29 asyst.

### Wyjazd do Azji
20 czerwca 2014, podpisał trzyletnią umowę z saudyjskim klubem An-Nassr. Klub z Rijadu, za transfer Mierzejewskiego zapłacił Trabzonsporowi 3,2 mln euro. 24 lutego 2015 w meczu z FC Bunyodkor zadebiutował w rozgrywkach Ligi Mistrzów AFC, natomiast 17 marca 2015 w spotkaniu z Persepolis FC, zdobył swoją pierwszą bramkę w tych rozgrywkach. W sezonie 2014/2015 zdobył z An-Nassr mistrzostwo Arabii Saudyjskiej, występując łącznie w 34 meczach tej drużyny, w których strzelił 11 goli i zanotował 10 asyst. Łącznie w barwach An-Nassr, Mierzejewski rozegrał 65 meczów, w których strzelił 23 gole i zanotował 17 asyst. Był kapitanem tej drużyny.
9 sierpnia 2016 podpisał roczny kontrakt z emirackim klubem Szardża FC. Otrzymał koszulkę z numerem 10. W sezonie 2016/17 wystąpił łącznie w 25 meczach tej drużyny, strzelając 8 bramek i notując 6 asyst, a także pełnił funkcję kapitana.

### Australia
12 sierpnia 2017 podpisał trzyletni kontrakt z australijskim klubem Sydney FC. W klubie zadebiutował 29 sierpnia 2017, zdobywając bramkę z rzutu karnego w wygranym 3:0, meczu 1/8 finału FFA Cup z Bankstown Berries. 7 października 2017 w meczu z Melbourne Victory, zadebiutował w A-League, natomiast 27 października 2017, egzekwując rzut karny w spotkaniu z Perth Glory, zdobył swoją pierwszą bramkę w tej lidze. 21 listopada 2017 zdobył z Sydney, Puchar Australii. Jego zespół pokonał wówczas w finale, po dogrywce, 2:1, Adelaide United, a on sam spędził na boisku 120' minut i zanotował asystę przy zwycięskiej bramce oraz został wybrany zawodnikiem meczu. 14 kwietnia 2018 został wraz z Sydney FC mistrzem sezonu zasadniczego A-League, jednak nie zdołał wygrać ligi, bowiem Sydney odpadło w półfinale play-offów po porażce z Melbourne Victory. W sezonie 2017/18 wystąpił łącznie w 34 meczach swojej drużyny, strzelając 15 bramek i notując 11 asyst. 30 kwietnia 2018 został laureatem nagrody, Johnny Warren Medal, dla najlepszego zawodnika sezonu.

### Chiny
7 lipca 2018 podpisał półtoraroczny kontrakt z chińskim klubem Changchun Yatai. Kwota transferu wyniosła 1,3 mln dolarów. Zespół Polaka po słabym sezonie zajął przedostatnie miejsce w Chinese Super League. Mierzejewski w przerwie zdołał zmienić barwy klubowe i w kolejnym sezonie reprezentował barwy Chongqing Lifan. 28 września 2020 został wypożyczony do Guangzhou R&F FC. W marcu 2021 został wypożyczony do Shanghai Shenhua.
27 stycznia 2024 roku zakończył piłkarską karierę.

## Kariera reprezentacyjna
1 marca 2010 został powołany do kadry reprezentacji Polski na towarzyski mecz z Bułgarią, zastępując kontuzjowanego Łukasza Piszczka. W drużynie narodowej zadebiutował 29 maja 2010 w meczu z Finlandią. 5 czerwca 2011 w towarzyskim spotkaniu z Argentyną (2:1), zdobył swoją pierwszą bramkę dla reprezentacji Polski. 27 maja 2012 znalazł się w kadrze na rozgrywane w Polsce i na Ukrainie, Mistrzostwa Europy 2012. Na turnieju zagrał 17 minut w zremisowanym 1:1 meczu z Rosją, oraz w takim samym wymiarze czasowym w przegranym 0:1 spotkaniu z Czechami.

## Statystyki kariery

### Klubowe
(aktualne na dzień 21 lipca 2023)
| Klub                          | Sezon              | Liga                      | Liga  | Liga   | Puchar Kraj. | Puchar Kraj. | Puchary Kont. | Puchary Kont. | Inne  | Inne   | Ogólnie | Ogólnie |
| Klub                          | Sezon              | Rozgrywki                 | Mecze | Bramki | Mecze        | Bramki       | Mecze         | Bramki        | Mecze | Bramki | Mecze   | Bramki  |
| ----------------------------- | ------------------ | ------------------------- | ----- | ------ | ------------ | ------------ | ------------- | ------------- | ----- | ------ | ------- | ------- |
| Stomil Olsztyn                | 2002/2003          | I liga                    | 3     | 0      | 0            | 0            | –             | –             | –     | –      | 3       | 0       |
| Wisła Płock                   | 2003/2004          | Ekstraklasa               | 3     | 0      | 0            | 0            | –             | –             | –     | –      | 3       | 0       |
| Wisła Płock                   | 2004/2005          | Ekstraklasa               | 11    | 1      | 7            | 3            | –             | –             | –     | –      | 18      | 4       |
| Wisła Płock                   | 2005/2006          | Ekstraklasa               | 20    | 1      | 5            | 1            | 2             | 0             | –     | –      | 27      | 2       |
| Wisła Płock                   | 2006/2007          | Ekstraklasa               | 3     | 0      | 0            | 0            | –             | –             | 31    | 0      | 6       | 0       |
| Wisła Płock                   | 2007/2008          | I liga                    | 17    | 2      | 2            | 0            | –             | –             | –     | –      | 19      | 2       |
| Wisła Płock                   | 2008/2009          | I liga                    | 18    | 5      | 2            | 3            | –             | –             | –     | –      | 20      | 8       |
| Wisła Płock                   | Ogólnie            | Ogólnie                   | 72    | 9      | 16           | 7            | 2             | 0             | 3     | 0      | 93      | 16      |
| Zagłębie Sosnowiec (wyp.)     | 2006/2007          | II liga                   | 14    | 1      | 0            | 0            | –             | –             | –     | –      | 14      | 1       |
| Polonia Warszawa              | 2008/2009          | Ekstraklasa               | 12    | 2      | 4            | 0            | –             | –             | 21    | 1      | 18      | 3       |
| Polonia Warszawa              | 2009/2010          | Ekstraklasa               | 30    | 2      | 0            | 0            | 6             | 1             | –     | –      | 36      | 3       |
| Polonia Warszawa              | 2010/2011          | Ekstraklasa               | 27    | 7      | 4            | 1            | –             | –             | –     | –      | 31      | 8       |
| Polonia Warszawa              | Ogólnie            | Ogólnie                   | 69    | 11     | 8            | 1            | 6             | 1             | 2     | 1      | 85      | 14      |
| Trabzonspor                   | 2011/2012          | Süper Lig                 | 33    | 0      | 2            | 0            | 8             | 0             | –     | –      | 43      | 0       |
| Trabzonspor                   | 2012/2013          | Süper Lig                 | 21    | 5      | 8            | 8            | 0             | 0             | –     | –      | 29      | 13      |
| Trabzonspor                   | 2013/2014          | Süper Lig                 | 27    | 4      | 1            | 0            | 12            | 3             | –     | –      | 40      | 7       |
| Trabzonspor                   | Ogólnie            | Ogólnie                   | 81    | 9      | 11           | 8            | 20            | 3             | 0     | 0      | 112     | 20      |
| Al-Nassr                      | 2014/2015          | Saudi Professional League | 24    | 8      | 62           | 1            | 6             | 2             | 13    | 0      | 37      | 11      |
| Al-Nassr                      | 2015/2016          | Saudi Professional League | 19    | 10     | 54           | 1            | 6             | 1             | 13    | 0      | 31      | 12      |
| Al-Nassr                      | Ogólnie            | Ogólnie                   | 43    | 18     | 11           | 2            | 12            | 3             | 2     | 0      | 68      | 23      |
| Nadi asz-Szarika              | 2016/2017          | UFL                       | 19    | 3      | 6            | 5            | –             | –             | –     | –      | 25      | 8       |
| Sydney FC                     | 2017/2018          | A-League                  | 25    | 13     | 3            | 1            | 6             | 1             | –     | –      | 34      | 15      |
| Changchun Yatai               | 2018               | Chinese Super League      | 19    | 3      | 0            | 0            | –             | –             | –     | –      | 19      | 3       |
| Chongqing Liangjiang Athletic | 2019               | Chinese Super League      | 28    | 4      | 0            | 0            | –             | –             | –     | –      | 28      | 4       |
| Chongqing Liangjiang Athletic | 2020               | Chinese Super League      | 11    | 6      | 0            | 0            | –             | –             | –     | –      | 11      | 6       |
| Chongqing Liangjiang Athletic | Ogólnie            | Ogólnie                   | 39    | 10     | 0            | 0            | 0             | 0             | 0     | 0      | 39      | 10      |
| Guangzhou City FC (wyp.)      | 2020               | Chinese Super League      | 6     | 2      | 0            | 0            | –             | –             | –     | –      | 6       | 2       |
| Shanghai Shenhua (wyp.)       | 2021               | Chinese Super League      | 16    | 5      | 4            | 0            | –             | –             | –     | –      | 20      | 5       |
| Henan Songshan Longmen        | 2022               | Chinese Super League      | 29    | 6      | 0            | 0            | –             | –             | –     | –      | 29      | 6       |
| Henan Songshan Longmen        | 2023               | Chinese Super League      | 13    | 1      | 0            | 0            | –             | –             | –     | –      | 13      | 1       |
| Henan Songshan Longmen        | Ogólnie            | Ogólnie                   | 44    | 7      | 0            | 0            | 0             | 0             | 0     | 0      | 44      | 7       |
| Ogólnie w karierze            | Ogólnie w karierze | Ogólnie w karierze        | 448   | 91     | 59           | 24           | 46            | 8             | 7     | 1      | 560     | 124     |

### Reprezentacyjne
(aktualne na dzień 1 lutego 2023)
| Reprezentacja | Rok  | Mecze | Bramki |
| ------------- | ---- | ----- | ------ |
| Polska        |      |       |        |
| 2010          | 8    | 0     |        |
| 2011          | 11   | 1     |        |
| 2012          | 12   | 1     |        |
| 2013          | 10   | 1     |        |
| Suma          | Suma | 41    | 3      |

| Mecze i gole w reprezentacji | Mecze i gole w reprezentacji | Mecze i gole w reprezentacji | Mecze i gole w reprezentacji | Mecze i gole w reprezentacji | Mecze i gole w reprezentacji | Mecze i gole w reprezentacji         |
| Lp.                          | Data                         | Miejsce                      | Przeciwnik                   | Gol                          | Wynik                        | Rozgrywki                            |
| ---------------------------- | ---------------------------- | ---------------------------- | ---------------------------- | ---------------------------- | ---------------------------- | ------------------------------------ |
| 1.                           | 29.05.2010                   | Kielce                       | Finlandia                    |                              | 0:0                          | towarzyski                           |
| 2.                           | 02.06.2010                   | Kufstein                     | Serbia                       |                              | 0:0                          | towarzyski                           |
| 3.                           | 08.06.2010                   | Murcja                       | Hiszpania                    |                              | 0:6                          | towarzyski                           |
| 4.                           | 11.08.2010                   | Szczecin                     | Kamerun                      |                              | 0:3                          | towarzyski                           |
| 5.                           | 10.10.2010                   | Chicago                      | Stany Zjednoczone            |                              | 2:2                          | towarzyski                           |
| 6.                           | 12.10.2010                   | Montreal                     | Ekwador                      |                              | 2:2                          | towarzyski                           |
| 7.                           | 17.11.2010                   | Poznań                       | Wybrzeże Kości Słoniowej     |                              | 3:1                          | towarzyski                           |
| 8.                           | 10.12.2010                   | Antalya                      | Bośnia i Hercegowina         |                              | 2:2                          | towarzyski                           |
| 9.                           | 25.03.2011                   | Kowno                        | Litwa                        |                              | 0:2                          | towarzyski                           |
| 10.                          | 29.03.2011                   | Pireus                       | Grecja                       |                              | 0:0                          | towarzyski                           |
| 11.                          | 05.06.2011                   | Warszawa                     | Argentyna                    | Gol                          | 2:1                          | towarzyski                           |
| 12.                          | 09.06.2011                   | Warszawa                     | Francja                      |                              | 0:1                          | towarzyski                           |
| 13.                          | 10.08.2011                   | Lubin                        | Gruzja                       |                              | 1:0                          | towarzyski                           |
| 14.                          | 02.09.2011                   | Warszawa                     | Meksyk                       |                              | 1:1                          | towarzyski                           |
| 15.                          | 06.09.2011                   | Gdańsk                       | Niemcy                       |                              | 2:2                          | towarzyski                           |
| 16.                          | 07.10.2011                   | Seul                         | Korea Południowa             |                              | 2:2                          | towarzyski, (nieuznawany przez FIFA) |
| 17.                          | 11.10.2011                   | Wiesbaden                    | Białoruś                     |                              | 2:0                          | towarzyski                           |
| 18.                          | 11.11.2011                   | Wrocław                      | Włochy                       |                              | 0:2                          | towarzyski                           |
| 19.                          | 15.11.2011                   | Poznań                       | Węgry                        |                              | 2:1                          | towarzyski                           |
| 20.                          | 29.02.2012                   | Warszawa                     | Portugalia                   |                              | 0:0                          | towarzyski                           |
| 21.                          | 22.05.2012                   | Klagenfurt                   | Łotwa                        |                              | 1:0                          | towarzyski                           |
| 22.                          | 26.05.2012                   | Klagenfurt                   | Słowacja                     |                              | 1:0                          | towarzyski                           |
| 23.                          | 02.06.2012                   | Warszawa                     | Andora                       |                              | 4:0                          | towarzyski                           |
| 24.                          | 12.06.2012                   | Warszawa                     | Rosja                        |                              | 1:1                          | ME 2012                              |
| 25.                          | 16.06.2012                   | Wrocław                      | Czechy                       |                              | 0:1                          | ME 2012                              |
| 26.                          | 15.08.2012                   | Tallinn                      | Estonia                      |                              | 0:1                          | towarzyski                           |
| 27.                          | 07.09.2012                   | Podgorica                    | Czarnogóra                   | Gol                          | 2:2                          | el. MŚ 2014                          |
| 28.                          | 11.09.2012                   | Wrocław                      | Mołdawia                     |                              | 2:0                          | el. MŚ 2014                          |
| 29.                          | 12.10.2012                   | Warszawa                     | Południowa Afryka            |                              | 1:0                          | towarzyski                           |
| 30.                          | 17.10.2012                   | Warszawa                     | Anglia                       |                              | 1:1                          | el. MŚ 2014                          |
| 31.                          | 14.11.2012                   | Gdańsk                       | Urugwaj                      |                              | 1:3                          | towarzyski                           |
| 32.                          | 06.02.2013                   | Dublin                       | Irlandia                     |                              | 0:2                          | towarzyski                           |
| 33.                          | 26.03.2013                   | Warszawa                     | San Marino                   |                              | 5:0                          | el. MŚ 2014                          |
| 34.                          | 04.06.2013                   | Kraków                       | Liechtenstein                |                              | 2:0                          | towarzyski                           |
| 35.                          | 07.06.2013                   | Kiszyniów                    | Mołdawia                     |                              | 1:1                          | el. MŚ 2014                          |
| 36.                          | 14.08.2013                   | Gdańsk                       | Dania                        |                              | 3:2                          | towarzyski                           |
| 37.                          | 06.09.2013                   | Warszawa                     | Czarnogóra                   |                              | 1:1                          | el. MŚ 2014                          |
| 38.                          | 10.09.2013                   | Serravalle                   | San Marino                   | Gol                          | 5:1                          | el. MŚ 2014                          |
| 39.                          | 11.10.2013                   | Charków                      | Ukraina                      |                              | 0:1                          | el. MŚ 2014                          |
| 40.                          | 15.10.2013                   | Londyn                       | Anglia                       |                              | 0:2                          | el. MŚ 2014                          |
| 41.                          | 15.11.2013                   | Wrocław                      | Słowacja                     |                              | 0:2                          | towarzyski                           |

## Sukcesy

### Wisła Płock
- Puchar Polski: 2005/06

### Al-Nassr
- Mistrzostwo Arabii Saudyjskiej: 2014/15

### Sydney FC
- Puchar Australii: 2017

### Indywidualne
- Ligowiec Roku w plebiscycie Piłki Nożnej: 2010
- Piłkarz miesiąca Saudi Pro League: sierpień 2014
- Piłkarz miesiąca A-League: grudzień 2017, luty 2018
- Mark Viduka Medal: 2017 – nagroda dla najlepszego zawodnika finału FFA Cup.
- Johnny Warren Medal: 2017/18 – nagroda dla najlepszego zawodnika sezonu australijskiej A-League[17]